# Sophora
- Commons
- Wikispecies

Sophora L. é um género botânico pertencente à família Fabaceae.

## Sinonímia
| - Edwardsia Salisb. - Ammothamnus Bunge - Calia Berland. - Cephalostigmaton (Yakovlev)Yakovlev | - Echinosophora Nakai - Goebelia Bunge ex Boiss. - Keyserlingia Bunge ex Boiss. - Vexibia Raf. |

## Espécies
| - Sophora albescens - Sophora alopecuroides - Sophora cassioides - Sophora chrysophylla - Sophora davidii - Sophora denudata - Sophora fernandeziana - Sophora flavescens - Sophora fulvida - Sophora godleyi - Sophora howinsula - Sophora inhambanensis - Sophora koreensis - Sophora lehmannii - Sophora longicarinata - Sophora macrocarpa | - Sophora masafuerana - Sophora microphylla - Sophora mollis - Sophora molloyi - Sophora macnabiana - Sophora moorcroftiana - Sophora nuttalliana - Sophora pachycarpa - Sophora prostrata - Sophora stenophylla - Sophora tetraptera - Sophora tomentosa - Sophora tonkinensis - Sophora toromiro - Sophora velutina - Sophora violacea |

- «Lista completa»

## Classificação do gênero
| Sistema | Classificação                     | Referência               |
| ------- | --------------------------------- | ------------------------ |
| Linné   | Classe Decandria, ordem Monogynia | Species plantarum (1753) |